# Sony Cyber-shot DSC-W40
Le Cyber-shot DSC-W40 est un appareil photographique numérique de type compact fabriqué par Sony.

## Présentation
De dimensions réduites : 9 x 5,9 x 2,3 cm, l'appareil offre une résolution maximum de 6 mégapixels, et possède un zoom optique de 3x.
Son automatisme gère six modes « Scène » pré-programmés afin de faciliter les prises de vues (crépuscule, portrait crépuscule, mode adouci, paysage, plage, neige), ainsi qu'un programme de réduction numérique du bruit ISO.
L’ajustement de l'exposition est automatique et permet également un mode manuel avec un ajustement dans une fourchette de ±2.0 par paliers de 0,33 EV.
La balance des blancs se fait de manière automatique, mais également semi-manuelle avec des options pré-réglées (lumineux, nuageux, fluorescent, incandescent).
Son flash incorporé a une portée effective de : 0,2 à 7,3 m (grand angle) et 0,3 à 4 m (téléobjectif) et dispose de la fonction atténuation des yeux rouges ainsi qu'un dispositif d'éclairage AF.
Son mode rafale permet de prendre 7 vues.

## Caractéristiques
- Capteur CCD 1/2,5 pouces : 6 millions de pixels
- Zoom optique : 3x, numérique : 6x
  - Distance focale équivalence 35 mm : 38-114 mm
- Vitesse d'obturation : Auto : 1/8 à 1/2000 seconde
- Sensibilité : ISO 80 à ISO 1000
- Résolution maximum image : 2816x2112 au format JPEG
- Autres résolutions image : 2048x1536, 1632x1224, 1280x960, 640×480
- Résolution vidéo : 640x480 à 30 images par seconde, 640x480 à 16,6 images par seconde et 160×112 à 8,3 images par seconde au format MPEG-1
- Stockage : Memory Stick Duo et Memory Stick Pro Duo, mémoire interne : 32 Mo
- Connectique : USB 2.0
- Compatible PictBridge
- Écran LCD de 2 pouces - matrice active TFT de 85 000 pixels
- Batterie propriétaire rechargeable lithium-ion type NP-BG1 et chargeur
- Poids : 123 g - 186 g avec accessoires (batterie et carte mémoire)
- Finition : noir